# Challenger Tucumán 2025 - Doppio
Il doppio del torneo di tennis professionistico Challenger Tucumán 2025, facente parte della categoria Challenger 50 nell'ambito dell'ATP Challenger Tour 2025, si gioca dal 21 al 27 aprile a San Miguel de Tucumán, in Argentina. Luís Britto e Gonzalo Villanueva erano i detentori del titolo ma hanno scelto di partecipare con compagni diversi: Britto aveva giocato in coppia con João Eduardo Schiessl mentre Villanueva con Mariano Kestelboim.
In finale Conner Huertas del Pino e Federico Zeballos hanno sconfitto Luciano Emanuel Ambrogi e Máximo Zeitune con il punteggio di 1–6, 6–2, [10–8].

## Teste di serie
1. Mariano Kestelboim /  Gonzalo Villanueva (primo turno, ritirati)
2. Conner Huertas del Pino /  Federico Zeballos (campioni)

1. Leonardo Aboian /  Valerio Aboian (quarti di finale)
2. Pranav Kumar /  Noah Schachter (ritirati)

## Wildcard
1. Luciano Emanuel Ambrogi /  Máximo Zeitune (finale)

1. Juan Estévez /  Gonzalo Zeitune (primo turno)

## Alternate
1. Thiago Cigarrán /  Alejo Lorenzo Lingua Lavallén (quarti di finale)

## Tabellone

### Legenda
| - Q = Qualificato - WC = Wild card - LL = Lucky loser | - ALT = Alternate - SE = Special Exempt - PR = Protected Ranking | - w/o = Walkover - r = Ritirato - d = Squalificato |

|  | Primo turno | Primo turno                        | Primo turno                        | Primo turno                        | Primo turno |  |  | Quarti di finale | Quarti di finale                   | Quarti di finale                   | Quarti di finale              | Quarti di finale              |   |   | Semifinali | Semifinali                             | Semifinali                         | Semifinali                                | Semifinali |   |      | Finale | Finale | Finale | Finale | Finale |  |
|  |             |                                    |                                    |                                    |             |  |  |                  |                                    |                                    |                               |                               |   |   |            |                                        |                                    |                                           |            |   |      |        |        |        |        |        |  |
|  | 1           | M Kestelboim G Villanueva          | M Kestelboim G Villanueva          | M Kestelboim G Villanueva          |             |  |  |                  |                                    |                                    |                               |                               |   |   |            |                                        |                                    |                                           |            |   |      |        |        |        |        |        |  |
|  |             | I Carou M Dellien                  | I Carou M Dellien                  | I Carou M Dellien                  | w/o         |  |  |                  | I Carou M Dellien                  | I Carou M Dellien                  | 6                             | 6                             |   |   |            |                                        |                                    |                                           |            |   |      |        |        |        |        |        |  |
|  |             | GI Justo R Olivo                   | GI Justo R Olivo                   | 4                                  | 4           |  |  |                  | L Britto JE Schiessl               | L Britto JE Schiessl               | 3                             | 4                             |   |   |            |                                        |                                    |                                           |            |   |      |        |        |        |        |        |  |
|  |             | L Britto JE Schiessl               | L Britto JE Schiessl               | 6                                  | 6           |  |  |                  |                                    |                                    |                               |                               |   |   |            | I Carou M Dellien                      | I Carou M Dellien                  | 65                                        | 3          |   |      |        |        |        |        |        |  |
|  | 3           | L Aboian V Aboian                  | L Aboian V Aboian                  | 7                                  | 6           |  |  |                  |                                    | WC                                 | LE Ambrogi M Zeitune          | LE Ambrogi M Zeitune          | 7 | 6 |            |                                        |                                    |                                           |            |   |      |        |        |        |        |        |  |
|  |             | V Orlov G Roveri Sidney            | V Orlov G Roveri Sidney            | 63                                 | 2           |  |  | 3                | L Aboian V Aboian                  | L Aboian V Aboian                  | 64                            | 63                            |   |   |            |                                        |                                    |                                           |            |   |      |        |        |        |        |        |  |
|  | WC          | LE Ambrogi M Zeitune               | 6                                  | 65                                 | [10]        |  |  | WC               | LE Ambrogi M Zeitune               | LE Ambrogi M Zeitune               | 7                             | 7                             |   |   |            |                                        |                                    |                                           |            |   |      |        |        |        |        |        |  |
|  |             | Á Guillén Meza I Monzón            | 2                                  | 7                                  | [7]         |  |  |                  |                                    |                                    |                               |                               |   |   | WC         | Luciano Emanuel Ambrogi Máximo Zeitune | 6                                  | 2                                         | [8]        |   |      |        |        |        |        |        |  |
|  |             | F Roncadelli PA Saraiva dos Santos | F Roncadelli PA Saraiva dos Santos | 6                                  | 6           |  |  |                  |                                    |                                    |                               |                               |   |   |            |                                        | 2                                  | Conner Huertas del Pino Federico Zeballos | 1          | 6 | [10] |        |        |        |        |        |  |
|  | WC          | J Estévez G Zeitune                | J Estévez G Zeitune                | 3                                  | 1           |  |  |                  | F Roncadelli PA Saraiva dos Santos | F Roncadelli PA Saraiva dos Santos | 6                             | 6                             |   |   |            |                                        |                                    |                                           |            |   |      |        |        |        |        |        |  |
|  |             | JM La Serna L Midón                | JM La Serna L Midón                | JM La Serna L Midón                |             |  |  | Alt              | T Cigarrán AL Lingua Lavallén      | T Cigarrán AL Lingua Lavallén      | 3                             | 1                             |   |   |            |                                        |                                    |                                           |            |   |      |        |        |        |        |        |  |
|  | Alt         | T Cigarrán AL Lingua Lavallén      | T Cigarrán AL Lingua Lavallén      | T Cigarrán AL Lingua Lavallén      | w/o         |  |  |                  |                                    |                                    |                               |                               |   |   |            | F Roncadelli PA Saraiva dos Santos     | F Roncadelli PA Saraiva dos Santos | 60                                        | 1          |   |      |        |        |        |        |        |  |
|  |             | V Basel F Ribero                   | V Basel F Ribero                   | 4                                  | 64          |  |  |                  |                                    | 2                                  | C Huertas del Pino F Zeballos | C Huertas del Pino F Zeballos | 7 | 6 |            |                                        |                                    |                                           |            |   |      |        |        |        |        |        |  |
|  |             | H Casanova S Rodríguez Taverna     | H Casanova S Rodríguez Taverna     | 6                                  | 7           |  |  |                  | H Casanova S Rodríguez Taverna     | H Casanova S Rodríguez Taverna     | 5                             | 2                             |   |   |            |                                        |                                    |                                           |            |   |      |        |        |        |        |        |  |
|  |             | M Barreiros Reyes P Boscardin Dias | M Barreiros Reyes P Boscardin Dias | M Barreiros Reyes P Boscardin Dias |             |  |  | 2                | C Huertas del Pino F Zeballos      | C Huertas del Pino F Zeballos      | 7                             | 6                             |   |   |            |                                        |                                    |                                           |            |   |      |        |        |        |        |        |  |
|  | 2           | C Huertas del Pino F Zeballos      | C Huertas del Pino F Zeballos      | C Huertas del Pino F Zeballos      | w/o         |  |  |                  |                                    |                                    |                               |                               |   |   |            |                                        |                                    |                                           |            |   |      |        |        |        |        |        |  |